# Bouge pas, meurs, ressuscite
Série
Une vie indépendante
(1992)
Pour plus de détails, voir Fiche technique et Distribution.
Bouge pas, meurs, ressuscite (en russe : Замри, умри, воскресни, Zamri, oumri, voskresni!) est un film soviétique réalisé par Vitali Kanevski, sorti en 1990.
Il est présenté dans la section Un certain regard au Festival de Cannes 1990 où il remporte la Caméra d'or.

## Synopsis
En 1947, les amours tâtonnants de deux jeunes adolescents, une fille, Galia, et Valerka, un garçon. Ils vivent à Soutchan, petite ville minière d'Extrême-Orient à côté de laquelle se trouve un camp de prisonniers où il y a des détenus japonais. La vie y est dure et violente. Après avoir fait dérailler un train, Valerka part pour Vladivostok.

## Fiche technique
- Titre : Bouge pas, meurs, ressuscite
- Titre original : Замри, умри, воскресни, Zamri, oumri, voskresni!
- Réalisation et scénario : Vitali Kanevski
- Musique : Sergueï Banevitch
- Photographie : Vladimir Bryliakov
- Montage : Galina Kornilova
- Décors : Youri Pachigoriev
- Costumes : Tatiana Kochergina et Natalia Milliant
- Pays d'origine :  Union soviétique
- Format : Noir et blanc - Mono
- Genre : Drame
- Durée : 105 minutes
- Dates de sortie : 
  -  France : mai 1990 (Festival de Cannes 1990), 26 septembre 1990 (sortie nationale) 
  -  Union soviétique : août 1990

## Distribution
- Dinara Droukarova :  Galia
- Pavel Nazarov :  Valerka
- Yelena Popova :  mère de Valerka
- Valeri Ivchenko
- Vyacheslav Bambushek :  Vitka
- Vadim Yermolayev :  Principal d'école

## Autour du film
Ce film a une suite, sortie en 1992, intitulée : Une vie indépendante (Samostoïatelnaïa jizn, toujours réalisé par Vitali Kanevsky).

## Distinctions
- Caméra d'or au Festival de Cannes 1990.
- Prix des auditeurs du Masque et la plume du meilleur film étranger.
- Nommé au Grand Prix de l'Union de la critique de cinéma.
- Prix Humanum 1990 de l'UPCB / UBFP - Union de la presse cinématographique belge.